# Kägssagssuk Maniitsoq
Kägssagssuk Maniitsoq (celým názvem: Timersoqatigiiffik Kägssagssuk Maniitsoq, novým pravopisem Qassassuk Maniitsoq) je grónský sportovní klub, který sídlí ve městě Maniitsoq. Založen byl v roce 1937. Fotbalový oddíl se pravidelně účastní konečné fáze nejvyšší fotbalové soutěže v zemi. Jeho mužský oddíl je pak mistrem Grónska z roku 1989. Své domácí zápasy odehrává na stadionu Maniitsoq. Klubové barvy jsou červená a bílá.
Mimo mužský fotbalový oddíl má sportovní klub i jiné oddíly, mj. oddíl ženského fotbalu.

## Získané trofeje
Zdroj: 
- Angutit Inersimasut GM ( 1x )
  - 1989

## Umístění v jednotlivých sezonách
Zdroj: 
Legenda: Z - zápasy, V - výhry, R - remízy, P - porážky, VG - vstřelené góly, OG - obdržené góly, +/- - rozdíl skóre, B - body, zlaté podbarvení - 1. místo, stříbrné podbarvení - 2. místo, bronzové podbarvení - 3. místo, červené podbarvení - sestup, zelené podbarvení - postup, fialové podbarvení - reorganizace, změna skupiny či soutěže
| Grónsko (1982 – ) |                                             |        |     |     |     |     |     |     |     |     |        |
| Sezóny            | Liga                                        | Úroveň | Z   | V   | R   | P   | VG  | OG  | +/- | B   | Pozice |
| 1982              | Angutit Inersimasut GM – sk. A              | 1      | 2   | 0   | 1   | 1   | 5   | 6   | -1  | 1   | 3.     |
| ...               |                                             |        |     |     |     |     |     |     |     |     |        |
| 1984              | Angutit Inersimasut GM – sk. B              | 1      | 2   | 0   | 0   | 2   | 2   | 4   | -2  | 0   | 3.     |
| ...               |                                             |        |     |     |     |     |     |     |     |     |        |
| 1986              | Angutit Inersimasut GM                      | 1      | ... | ... | ... | ... | ... | ... | ... | ... | 3.     |
| ...               |                                             |        |     |     |     |     |     |     |     |     |        |
| 1989              | Angutit Inersimasut GM – sk. B              | 1      | 3   | 1   | 1   | 1   | 5   | 5   | 0   | 3   | 2.     |
| 1990              | Angutit Inersimasut GM – sk. C              | 1      | 2   | 0   | 1   | 1   | 3   | 4   | -1  | 1   | 2.     |
| ...               |                                             |        |     |     |     |     |     |     |     |     |        |
| 1993              | Angutit Inersimasut GM – sk. Midtgrønland   | 1      | 4   | 2   | 1   | 1   | 11  | 5   | +6  | 5   | 3.     |
| ...               |                                             |        |     |     |     |     |     |     |     |     |        |
| 1995              | Angutit Inersimasut GM – sk. A              | 1      | 3   | 1   | 0   | 2   | 7   | 10  | -3  | 3   | 3.     |
| ...               |                                             |        |     |     |     |     |     |     |     |     |        |
| 1997              | Angutit Inersimasut GM – sk. A              | 1      | 3   | 1   | 1   | 1   | 8   | 8   | 0   | 4   | 2.     |
| ...               |                                             |        |     |     |     |     |     |     |     |     |        |
| 1999              | Angutit Inersimasut GM – sk. Midtgrønland   | 1      | 4   | 1   | 0   | 3   | 4   | 12  | -8  | 3   | 4.     |
| 2000              | Angutit Inersimasut GM – sk. B              | 1      | 3   | 0   | 1   | 2   | 4   | 11  | -7  | 1   | 4.     |
| 2001              | Angutit Inersimasut GM – sk. B              | 1      | 3   | 0   | 0   | 3   | 0   | 13  | -13 | 0   | 4.     |
| 2002              | Angutit Inersimasut GM – sk. Midtgrønland B | 1      | 6   | 3   | 1   | 2   | 14  | 14  | 0   | 10  | 4.     |
| 2003              | Angutit Inersimasut GM – sk. A              | 1      | 3   | 0   | 0   | 3   | 4   | 11  | -7  | 0   | 4.     |
| ...               |                                             |        |     |     |     |     |     |     |     |     |        |
| 2005              | Angutit Inersimasut GM – sk. A              | 1      | 3   | 0   | 0   | 3   | 1   | 9   | -8  | 0   | 4.     |
| ...               |                                             |        |     |     |     |     |     |     |     |     |        |
| 2007              | Angutit Inersimasut GM – sk. A              | 1      | 3   | 0   | 1   | 2   | 4   | 9   | -5  | 1   | 4.     |
| 2008              | Angutit Inersimasut GM – sk. Midtgrønland   | 1      | 4   | 2   | 0   | 2   | 6   | 12  | -6  | 6   | 3.     |
| 2009              | Angutit Inersimasut GM – sk. Midtgrønland   | 1      | 3   | 0   | 0   | 3   | 1   | 9   | -8  | 0   | 4.     |
| 2010              | Angutit Inersimasut GM – sk. Midtgrønland   | 1      | 3   | 2   | 0   | 1   | 5   | 10  | -5  | 6   | 2.     |
| 2011              | Angutit Inersimasut GM – sk. B              | 1      | 4   | 2   | 0   | 2   | 5   | 16  | -11 | 6   | 5.     |
| ...               |                                             |        |     |     |     |     |     |     |     |     |        |
| 2014              | Angutit Inersimasut GM – sk. Midtgrønland   | 1      | 3   | 1   | 0   | 2   | 8   | 4   | +4  | 3   | 3.     |
| 2015              | Angutit Inersimasut GM – sk. Midtgrønland   | 1      | 5   | 1   | 1   | 3   | 8   | 12  | -4  | 4   | 5.     |
| 2016              | Angutit Inersimasut GM – sk. B              | 1      | 3   | 0   | 0   | 3   | 3   | 11  | -8  | 0   | 4.     |

Poznámky k fázím grónského mistrovství
- 1982: Výsledky v první a druhé fázi turnaje nejsou známy, klub se ovšem probojoval do finální fáze celostátního turnaje. Ve skupině A se umístil na třetím místě.
- 1984: Výsledky v první a druhé fázi turnaje nejsou známy, klub se ovšem probojoval do finální fáze celostátního turnaje. Ve skupině B se umístil na třetím místě.
- 1986: Z této sezóny je známo pouze konečné umístění finálové fáze, v níž se klub umístil na celkovém třetím místě.
- 1989: Výsledky v první fázi turnaje nejsou známy. Po vítězství ve druhé fázi (skupina Midtgrønland) se klub probojoval do finální fáze celostátního turnaje. Ve skupině B se umístil na druhém místě, které zaručovalo místenku v semifinále (výhra nad Nagdlunguaq-48 poměrem 1:0). Po semifinálovém vítězství se klub zúčastnil finále o celkového mistra Grónska. V něm zvítězil nad mužstvem Kissaviarsuk-33 poměrem 3:0 a získal tak svůj první mistrovský titul.
- 1990: Klub skončil v první fázi turnaje na nepostupovém druhém místě ve skupině C.
- 1993: Výsledky v první fázi turnaje nejsou známy, zaručil si ovšem v této fázi postup do druhé fáze. V ní skončil na třetím nepostupovém místě ve skupině Midtgrønland.
- 1995: Výsledky v první fázi turnaje nejsou známy. Po druhém místě ve druhé fázi (skupina Midtgrønland) se klub probojoval do finální fáze celostátního turnaje. Ve skupině A se umístil na třetím místě, které zaručovalo pouze souboj o konečné páté místo v turnaji. V něm klub podlehl mužstvu Nagdlunguaq-48 poměrem 1:4 po penaltách.
- 1997: Výsledky v první a druhé fázi turnaje nejsou známy, klub se ovšem probojoval do finální fáze celostátního turnaje. Ve skupině A se umístil na druhém místě, které zaručovalo místenku v semifinále (prohra s Kissaviarsuk-33 poměrem 2:3). Po prohře v semifinále se zúčastnil boje o třetí místo, ve kterém podlehl mužstvu Kugsak-45 poměrem 2:4.
- 1999: Výsledky v první fázi turnaje nejsou známy, zaručil si ovšem v této fázi postup do druhé fáze. V ní skončil na čtvrtém nepostupovém místě ve skupině Midtgrønland.
- 2000: Výsledky v první fázi turnaje nejsou známy. Po třetím místě ve druhé fázi (skupina Midtgrønland) se klub probojoval do finální fáze celostátního turnaje. Ve skupině B se umístil na čtvrtém místě, které zaručovalo pouze souboj o konečné sedmé místo v turnaji. V něm klub zvítězil nad mužstvem Siuteroq Nanortalik-43 poměrem 5:4.
- 2001: Výsledky v první fázi turnaje nejsou známy. Po třetím místě ve druhé fázi (skupina Midtgrønland) se klub probojoval do finální fáze celostátního turnaje. Ve skupině B se umístil na čtvrtém místě, které zaručovalo pouze souboj o konečné sedmé místo v turnaji. V něm klub zvítězil nad mužstvem Kissaviarsuk-33 poměrem 5:3.
- 2002: Výsledky v první fázi turnaje nejsou známy, zaručil si ovšem v této fázi postup do druhé fáze. V ní skončil na čtvrtém nepostupovém místě ve skupině Midtgrønland B.
- 2003: Výsledky v první fázi turnaje nejsou známy. Po druhém místě ve druhé fázi (skupina Midtgrønland) se klub probojoval do finální fáze celostátního turnaje. Ve skupině A se umístil na čtvrtém místě, které zaručovalo pouze souboj o konečné páté místo v turnaji. V něm klub zvítězil nad mužstvem FC Malamuk poměrem 3:2.
- 2005: Výsledky v první a druhé fázi turnaje nejsou známy, klub se ovšem probojoval do finální fáze celostátního turnaje. Ve skupině A se umístil na čtvrtém místě, které zaručovalo pouze souboj o konečné sedmé místo v turnaji. V něm klub zvítězil nad mužstvem Eqaluk-56 poměrem 7:3.
- 2007: Výsledky v první a druhé fázi turnaje nejsou známy, klub se ovšem probojoval do finální fáze celostátního turnaje. Ve skupině A se umístil na čtvrtém místě, které zaručovalo pouze souboj o konečné sedmé místo v turnaji. V něm klub podlehl mužstvu B-67 poměrem 0:10.
- 2008: Výsledky v první fázi turnaje nejsou známy, zaručil si ovšem v této fázi postup do druhé fáze. V ní skončil na třetím nepostupovém místě ve skupině Midtgrønland.
- 2009: Výsledky v první fázi turnaje nejsou známy, zaručil si ovšem v této fázi postup do druhé fáze. V ní skončil na čtvrtém nepostupovém místě ve skupině Midtgrønland.
- 2010: Výsledky v první fázi turnaje nejsou známy, zaručil si ovšem v této fázi postup do druhé fáze. V ní skončil na druhém nepostupovém místě ve skupině Midtgrønland.
- 2011: Výsledky v první fázi turnaje nejsou známy. Po druhém místě ve druhé fázi (skupina Midtgrønland) se klub probojoval do finální fáze celostátního turnaje. Ve skupině B se umístil na pátém místě, které zaručovalo pouze souboj o konečné deváté místo v turnaji. V něm klub podlehl mužstvu Eqaluk-56 poměrem 0:2.
- 2014: Výsledky v první fázi turnaje nejsou známy, zaručil si ovšem v této fázi postup do druhé fáze. V ní skončil na třetím nepostupovém místě ve skupině Midtgrønland.
- 2015: Výsledky v první fázi turnaje nejsou známy, zaručil si ovšem v této fázi postup do druhé fáze. V ní skončil na pátém nepostupovém místě ve skupině Midtgrønland.
- 2016: Výsledky v první fázi turnaje nejsou známy. Po vítězství ve druhé fázi (skupina Midtgrønland B) se klub probojoval do finální fáze celostátního turnaje. Ve skupině B se umístil na čtvrtém místě, které zaručovalo pouze souboj o konečné sedmé místo v turnaji. V něm klub zvítězil nad mužstvem TM-62 poměrem 10:0.